# Klotbroek
Klotbroek is een natuurgebied in het westen van de Belgische stad Genk. Het vormt een verbinding tussen de natuurgebieden Het Wik in het zuidwesten en Schemmersberg in het noordoosten en maakt deel uit van de vijverregio De Wijers. De term 'klot' verwijst naar de laagveenpakketten die op sommige plaatsen tot 150 cm dik zijn. Dit grote volume veen werkt als een spons voor het grondwater en voorziet de lager gelegen gebieden van een constante aanvoer van water. 
Het natte natuurgebied wordt gevoed met zuiver bron- en kwelwater vanuit het Kempens Plateau. Klotbroek omvat de gehele bovenloop van de Zusterkloosterbeek. De beek is de belangrijkste watertoevoer voor het domein Bokrijk. Het gebied bestaat voornamelijk uit broekbossen en verruigde natte heideterreintjes. Het gebied is, vanwege de terreingesteldheid ervan, moeilijk toegankelijk. 
De erg kwetsbare natuur wordt bedreigd door verschillende ontwikkelingen. Sinds de jaren 1960 wordt het gebied geconfronteerd met ernstige verdroging door zandontginning, industriële ontwikkeling en de uitbreiding van woonwijken. De visvijvers die vroeger in het gebied lagen zijn mede daardoor verland. In een aantal van die vijvers vindt men moerasgebiedjes met gagelstruwelen. Een aantal belangrijke zijarmen van de beek zijn intussen volledig uitgedroogd en bevinden zich nu in woonzones. De verdroging van Klotbroek en de afname van het debiet van de Zusterkloosterbeek heeft grote gevolgen voor de waterhuishouding in Bokrijk. Een groot deel van Klotbroek is eigendom van de stad Genk en hiervan wordt 21 ha beheerd door Natuurpunt.

## Galerij

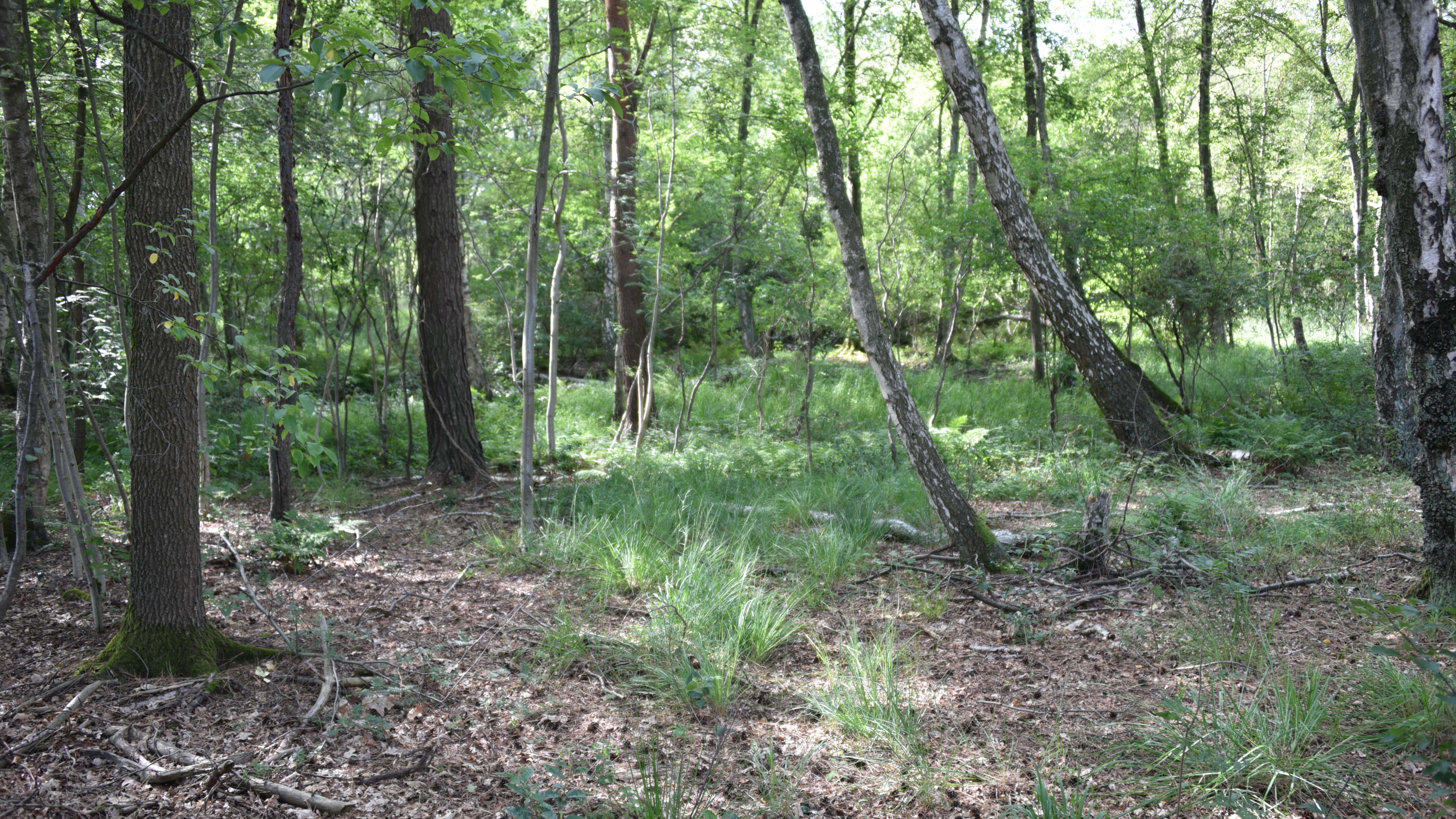
Klotbroek
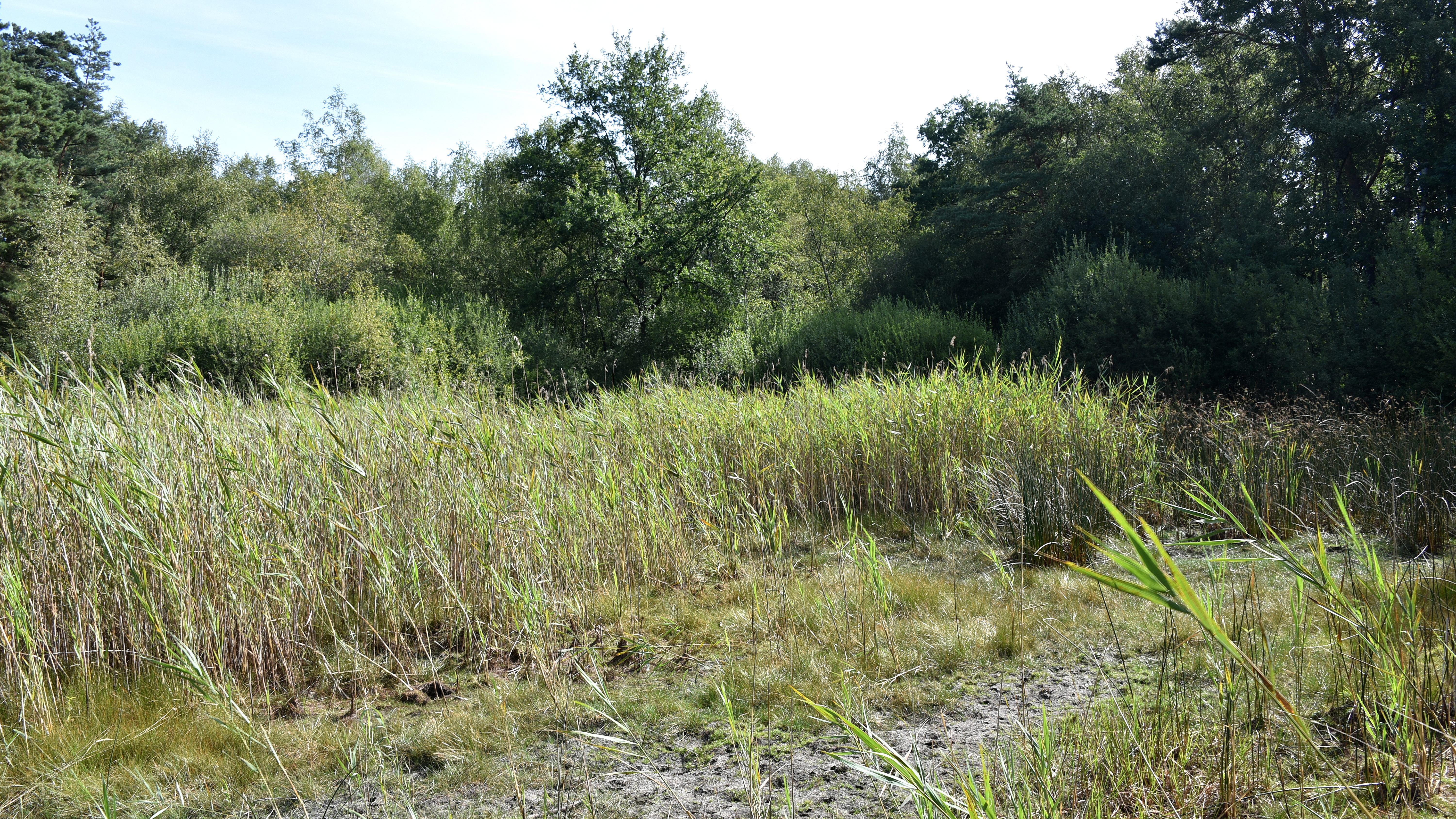
Klotbroek
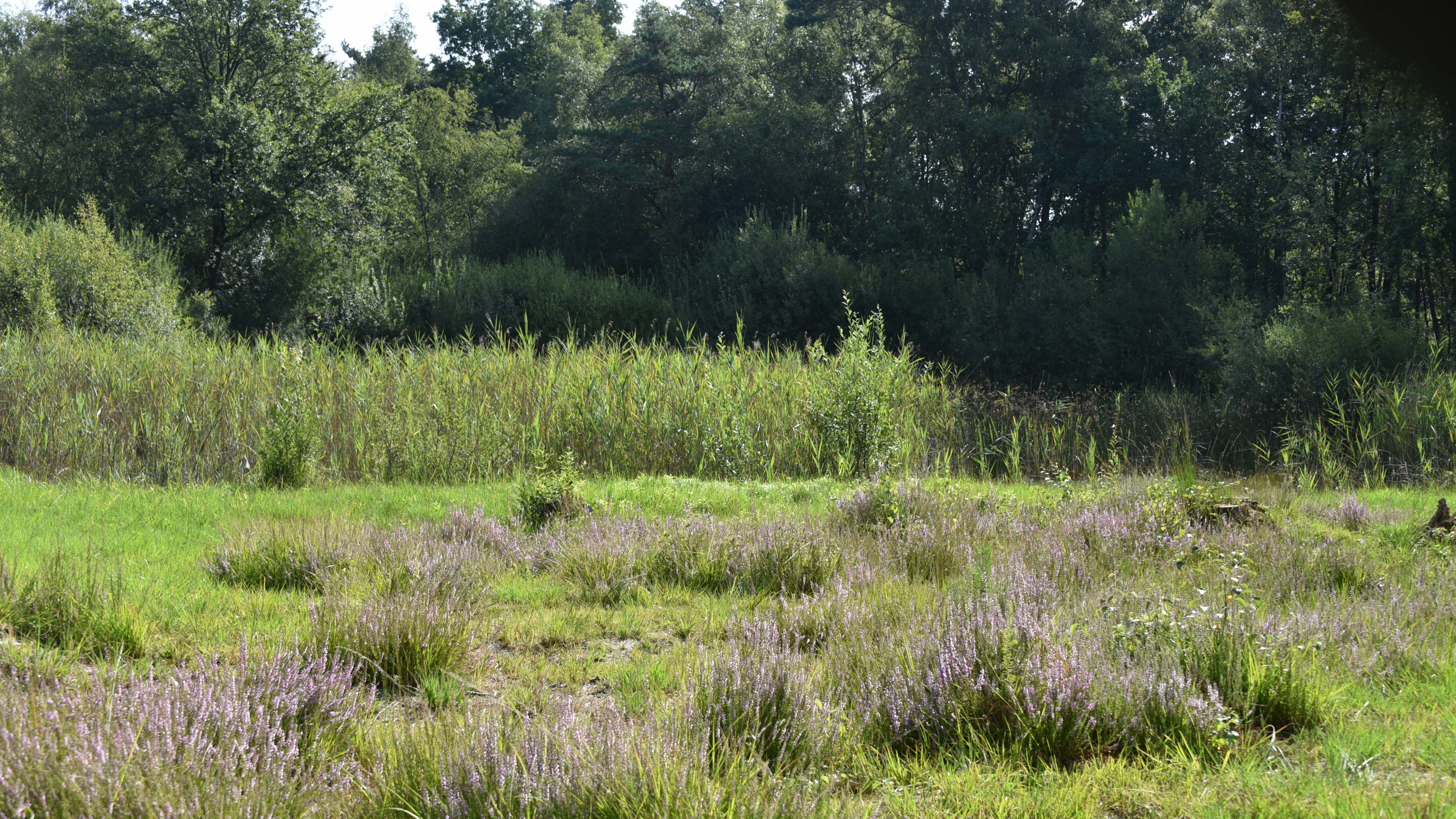
Klotbroek